# Félix de Llanos y Torriglia
Félix de Llanos y Torriglia (San Fernando (Cadis), 1868 – Madrid, 28 de gener de 1949) fou un polític, escriptor i historiador espanyol, acadèmic de la Reial Acadèmia Espanyola i de la Reial Acadèmia de la Història.

## Biografia
Es llicencià en dret a la Universitat Central de Madrid. Ingressà com a funcionari al Ministeri d'Hisenda d'Espanya, on va ser cap de negociat i lletrat del Banco Hipotecario de España, del que en fou subgovernador el 1923. El 1922 fou escollit acadèmic de la Reial Acadèmia de la Història i el 1945 de la Reial Acadèmia Espanyola.
Va fer estudis sobre història, especialitzant-se en història política contemporània i biografies de grans personatges històrics. Fou acadèmic corresponent de l'Acadèmia de Ciències de Lisboa i de la Hispanic Society of America. Fou guardonat amb la comanda de l'Orde d'Alfons XII, la gran creu l'Orde de Crist i de l'Orde de la Corona (Bèlgica). També va rebre la Medalla al Mèrit en el Treball.

## Obres
- Cánovas, Silvela y el Código Penal
- Isabel Clara Eugenia, la novia de Europa
- Aclaraciones finales en lo de la Beltraneja
- Catalina de Aragón, reina de Inglaterra
- Cataluña e Irlanda
- De dónde murió Isabel la Católica : errores notorios y dudas que subsisten
- Fiestas hispanobelgas
- Así llegó a reinar Isabel la Católica (Premi Fastenrath, 1927)